# Buried (película)
Buried (titulada Buried (Enterrado) en España y Sepultado en Hispanoamérica) es una película hispano-franco-británica-estadounidense de suspense y drama del año 2010, dirigida por Rodrigo Cortés, escrita por Chris Sparling y protagonizada por Ryan Reynolds. Fue candidata a 10 Premios Goya, incluyendo Mejor Película, Mejor Director y Mejor Actor Protagonista. Se estrenó el 24 de septiembre de 2010 en Estados Unidos y el 1 de octubre del mismo año en España.

## Sinopsis
En 2006, Paul Conroy (Ryan Reynolds), un civil estadounidense que trabaja en Irak, se despierta y se encuentra enterrado en un féretro de madera con solo un encendedor Zippo, un bolígrafo y un teléfono BlackBerry a mano. Poco después comienza a recordar lo que le ha sucedido. Recuerda que junto a otros compañeros fue emboscado por terroristas. Fue golpeado por una roca y se desmayó. Recibe una llamada de su secuestrador, Jabir (José Luis García Pérez), exigiéndole que pague un rescate de 5 millones de dólares antes de las 9 p. m. o lo dejarán en el féretro para que muera.
Conroy llama al Departamento de Estado, que le dice que debido a la política del gobierno de no negociar con terroristas, no pagará el rescate, pero tratará de rescatarlo. Lo conectan con Dan Brenner, jefe del Grupo de Trabajo de Rehenes, quien le dice a Conroy que están haciendo todo lo posible para encontrarlo.
Jabir llama a Conroy y le exige que haga un vídeo de rescate, amenazando con ejecutar a uno de sus colegas que sobrevivieron al ataque. Conroy insiste en que nadie pagará 5 millones, por lo que Jabir reduce la cantidad a 1 millón de dólares. A pesar de su conformidad al hacer un vídeo, los secuestradores ejecutan a su colega y le envían el vídeo. Poco después, explosiones distantes sacuden el área, dañando su féretro  que comienza a llenarse lentamente de arena. Conroy continúa llamadas telefónicas esporádicas con Brenner, escéptico de sus promesas de ayuda. Para reafirmar sus intenciones, Brenner le cuenta a Conroy sobre un hombre llamado Mark White que, como Brenner afirma falsamente, fue rescatado de una situación similar tres semanas antes y está en casa con su familia.
Conroy recibe una llamada telefónica de sus empleadores que le informan que ha sido despedido de su trabajo debido a una supuesta relación prohibida con una colega, por lo que él y su familia no tendrán derecho a ningún beneficio o pensión obtenidos con la empresa. Brenner llama diciendo que las explosiones que dañaron su féretro antes eran de hecho bombardeos F-16, y que sus secuestradores pudieron haber sido asesinados. Conroy comienza a perder la esperanza y hace un testamento en vídeo, entregando a su hijo su ropa y a su esposa sus ahorros personales. Jabir llama a Conroy para exigir que se grabe cortándose un dedo, amenazando a la familia de Conroy si se niega, diciendo que había perdido a todos sus propios hijos. Conroy cumple.
Poco después de hacer el vídeo, suena el teléfono celular y Conroy comienza a escuchar voces excavadas y distorsionadas. Las voces se vuelven más claras, diciendo que abran el féretro, y el féretro se abre. De repente se hace evidente que alucina el encuentro. 
Brenner llama y le dice a Conroy que un insurgente ha dado detalles de dónde encontrar a un hombre enterrado vivo, y que están saliendo para rescatarlo. Conroy luego recibe una llamada llorosa de su esposa Linda, y él le asegura que estará bien. Mientras la arena continúa llenando el féretro a niveles peligrosos, dándole a Conroy segundos de vida, Brenner llama y le dice que él y el equipo de rescate han llegado al lugar del entierro. A través del teléfono, se escucha la excavación, pero Conroy no puede escuchar ninguna excavación a su alrededor. El equipo desentierra un féretro  y lo abre, pero resulta que el insurgente los llevó al féretro  de Mark White, el hombre que Brenner afirmó que había sido rescatado. Ahora sabiendo que no va a ser salvado, Conroy trata de calmarse y acepta su destino. La arena finalmente llena su féretro y se asfixia cuando se apaga la luz y la pantalla se oscurece. Lo último que escuchamos es Brenner repitiendo: "Lo siento, Paul, lo siento mucho", ya que la conexión se agota. 
En una escena posterior a los créditos, un encendedor ilumina el nombre "Mark White" en la tapa del féretro, escrito por Paul anteriormente.

## Reparto
- Ryan Reynolds como Paul Steven Conroy.
- Ivana Miño como Pamela (voz).
- Anne Lockhart como la Operadora del 911/Operadora del CRT (voz).
- Robert Paterson como Dan Brenner (voz).
- José Luis García Pérez como Jabir (voz).
- Stephen Tobolowsky como Alan Davenporty (voz).
- Samantha Mathis como Linda Conroy (voz).
- Warner Loughlin como Donna Mitchell/Maryanne Conroy/Rebecca Browning (voz).
- Erik Palladino como Agente especial Harris (voz).

## Producción
Producida por Versus Entertainment (productora radicada en Barcelona) en asociación con The Safran Company y Dark Trick Films y con la participación de Studio 37/Kinology y Icon Film Distribution. La película fue filmada en un período de tiempo de 17 días en Barcelona. Una de las inspiraciones de Rodrigo Cortés para el filme fueron las películas de Alfred Hitchcock.

## Estreno

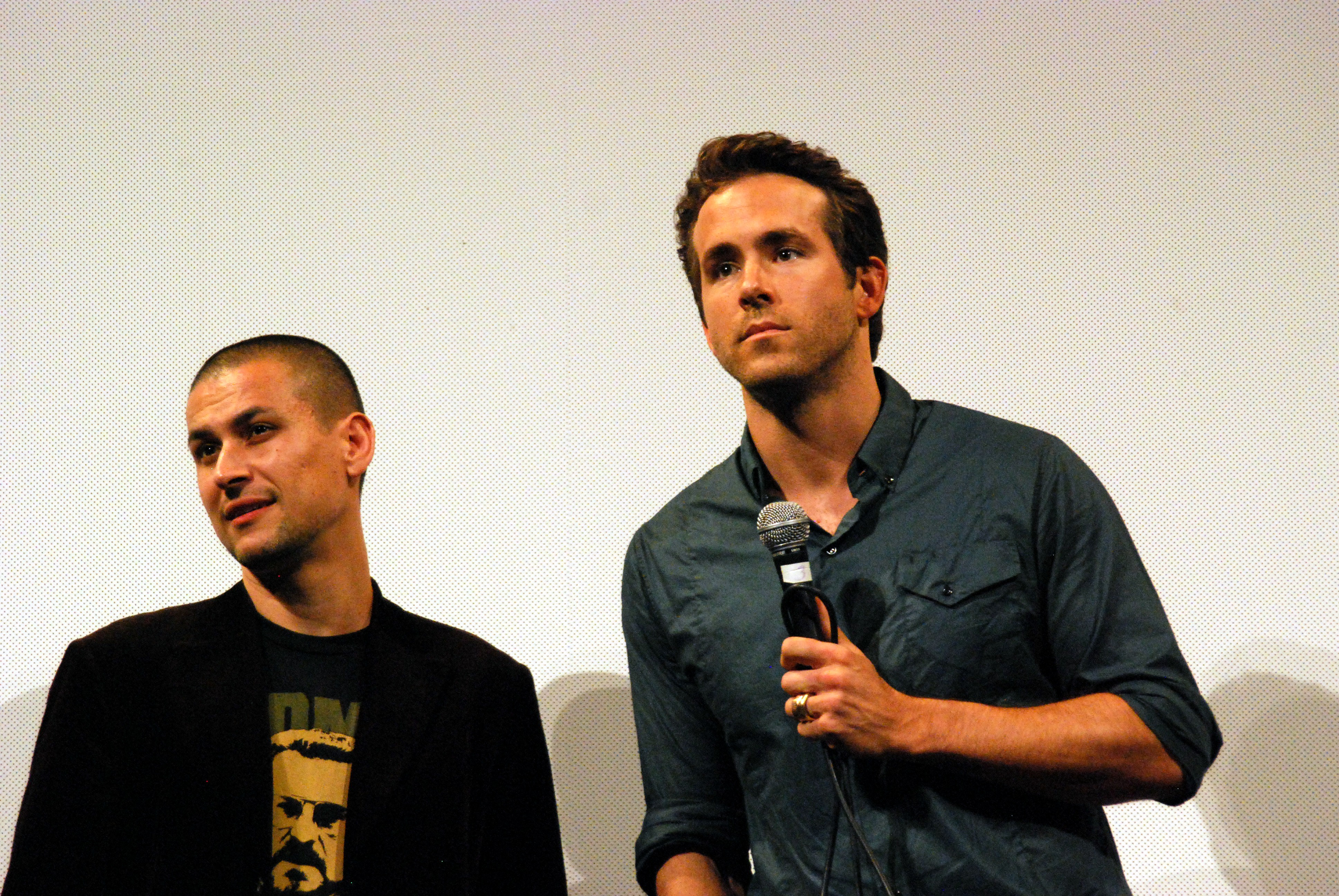
Rodrigo Cortés y Ryan Reynolds durante la presentación de la película.

La premier de Buried en el Festival de Cine de Sundance fue el 23 de enero de 2010. Lionsgate compró los derechos de distribución de la película en EE. UU. y el Reino Unido después de una guerra de ofertas con Sony Pictures Classics, Screen Gems, TriStar Pictures, Overture Films, Miramax Films, Oscilloscope Laboratories, IFC Films, Strand Releasing, Focus Features, Summit Entertainment, Newmarket Films, Destination Films/Samuel Goldwyn Films, The Weinstein Company/Dimension Films, Fox Searchlight Pictures, After Dark Films, Paramount Vantage, First Look Studios, Magnet Releasing y CBS Films y planificó su estreno limitado para el 24 de septiembre de 2010 en Estados Unidos y un estreno internacional dos semanas más tarde. El primer tráiler cinematográfico de la película se pudo ver el 21 de enero de 2010. La película se presentó en el Deauville American Film Festival, ganando el premio del público, y en el Festival Internacional de Cine de Toronto y Festival de Cine de San Sebastián, fuera de competición en septiembre de 2010. Obtuvo el Meliés de Oro en el Festival de Cine de Sitges de 2010.

### Home Media
La fecha seleccionada para el estreno del DVD y Blu-ray de Buried en España fue el 14 de febrero de 2011, mientras que para los Estados Unidos y Canadá se lanzó el 18 de febrero del mismo año, coincidiendo con el día en el que se inició el rodaje del tercer largometraje realizado por el director Rodrigo Cortés titulado Red Lights con la participación de Sigourney Weaver y Robert De Niro.

## Recepción

### Respuesta de la crítica
Según el sitio web Rotten Tomatoes, Buried obtuvo un 85 % de críticas positivas, basado en 131 comentarios, obteniendo una media 7.2 sobre 10. El crítico cinematográfico Roger Ebert señaló para el Chicago Sun Times que: "Rodrigo Cortés, el director del cine español de esta influencia narrativa de los dobles de Hitchcock, diabólica, hace felices travesuras con los ángulos de la cámara y la iluminación". Joshua Tyler dijo: "Buried no solo funciona porque Ryan Reynolds sea bueno (que lo es) es que el director Rodrigo Cortés es todavía mejor". En la página de Internet Metacritic obtuvo un críticas positivas, con un 65 %, basado en 29 comentarios de los cuales 22 son positivos.
El director de cine John Waters nombró a Buried como una de las diez mejores películas de 2010 y afirmó: "La película de citas más terriblemente dolorosa que se pueda imaginar se completa con un final muy inteligente que te hace sentir mal. Ver con alguien a quien odias".
Los cineastas Nick Park, Peter Lord, Todd Haynes, Terry Gilliam, Luc Besson, Guillermo del Toro, Tom Tykwer, Neil Marshall, Pedro Almodóvar, James Gunn, Edgar Wright, David Cronenberg, Luca Guadagnino, Ruairí Robinson, Quentin Tarantino y Las hermanas Wachowski, las actrices Cate Blanchett, Tilda Swinton, Romola Garai, Rosie O'Donnell, Gemma Arterton, Fenella Woolgar, Aisha Tyler y Julie Andrews y los actores Ralph Fiennes, Daniel Radcliffe, Josh Hartnett, Freddie Highmore, Brendan Fraser, Ben Whishaw, Alan Rickman y Alistair Petrie la han citado como una de sus películas favoritas.

### Taquilla
Se estrenó en 11 salas estadounidenses recaudando 100 000 dólares , con una media por sala de 9115. Finalmente sumó un millón en el mercado de Estados Unidos. Sumando las recaudaciones internacionales la cifra asciende a más de 19 millones, habiendo obtenido éxito en países como España ($3,1 millones), Reino Unido ($2,9 millones), Italia ($2,1 millones) y Francia ($1,7 millones). Su presupuesto estimado fue de 3 millones de dólares.

### Premios
XXV edición de los Premios Goya
| Categoría                  | Persona                     | Resultado  |
| -------------------------- | --------------------------- | ---------- |
| Mejor Película             | Mejor Película              | Candidata  |
| Mejor Director             | Rodrigo Cortés              | Candidato  |
| Mejor Actor Protagonista   | Ryan Reynolds               | Candidato  |
| Mejor Guion Original       | Chris Sparling              | Ganador    |
| Mejor Montaje              | Rodrigo Cortés              | Ganador    |
| Mejor Música Original      | Víctor Reyes                | Candidato  |
| Mejor Canción              | Víctor Reyes Rodrigo Cortés | Candidatos |
| Mejor Fotografía           | Eduard Grau                 | Candidato  |
| Mejor Sonido               | U. Garai M. Orts J. Muñoz   | Ganadores  |
| Mejores Efectos Especiales | G. Paré À. Villagrasa       | Candidatos |

66.ª edición de las Medallas del Círculo de Escritores Cinematográficos
| Categoría            | Persona        | Resultado |
| -------------------- | -------------- | --------- |
| Mejor película       | Mejor película | Nominada  |
| Mejor director       | Rodrigo Cortés | Nominado  |
| Mejor guion original | Chris Spalding | Nominado  |
| Mejor fotografía     | Eduard Grau    | Nominado  |
| Mejor montaje        | Rodrigo Cortés | Ganador   |

55.ª edición de los Premios Sant Jordi
| Categoría               | Resultado |
| ----------------------- | --------- |
| Mejor película española | Ganadora  |